# CA19-9
مستضد كربوهيدراتي 19-9 ويُدعى اختصارًا CA19-9، كما يُعرف باسم مستضد لويس السيالي (Sialyl-LewisA)، هو رباعي السكاريد الذي يرتبط عادةً مع O-الغليكانات على سطح الخلايا، حيثُ يلعب دورًا أساسيًا في عملية تعرف الخلايا (خلية مقابل خلية)، كما أنَّ لهُ دورٌ كواسمٍ ورمي يُستخدم بشكلٍ أساسي في إدارة والتعامل مع سرطان البنكرياس.

## البنية
CA19-9 هو الشكل السياليلي من مستضاد لويس (Lewis AntigenA). هو رباعي السكاريد مع تسلسل Neu5Acα2-3Galβ1-3[Fucα1-4]GlcNAcβ.

## الأهمية السريرية

### واسم ورمي
حسب القواعد الارشادية للجمعية الأمريكية لعلم الأورام السريري فإنها لا توصي باستعمال CA19-9 كاختبار تحري وتقصي للسرطان، خصوصًا سرطان البنكرياس؛ وذلك لأنَّ الاختبار قد يُظهر نتائج طبيعية خاطئة (سلبية كاذبة) في عديدٍ من الحالات، أو قد يكون مرتفعًا بشكلٍ غير طبيعي في أشخاصٍ ليس لديهم سرطان بتاتًا (إيجابية كاذبة)، لذلك فإنَّ الاستعمال الأساسي لهذا المستضد لمعرفة فيما إذا كان الورم يفرزه، وإذا كانت الإجابة نعم، فهذا يقتضي إنخفاض مستويات هذا المستضد بعد علاج الورم، وقد يرتفع مجددًا في حال عاد المرض من جديد، لذلك فهو مُفيد كواسمٍ بديل للانتكاس.
في الأشخاص المُصابين بورمٍ بنكرياسي، يُمكن أن يُفيد هذا المستضد في التمييز بين السرطان وغيره من أمراض الغدية الأخرى.

#### المحددات
يُمكن أن يرتفع مستوى CA19-9 في عددٍ من سرطانات القناة الهضمية، مثل سرطان القولون، سرطان المريء، سرطانة الخلية الكبدية. بعيدًا عن السرطان، فإنَّ مستواه قد يرتفع أيضًا في التهاب البنكرياس وتشمع الكبد، وفي أمراض القنوات الصفراوية. كما قد يرتفع في الأشخاص الذين لديهم انسداد في قناة الصفراء.
لا تنتج الخلايا هذه المستضد في المرضى الذين يفتقرون إلى مستضد لويس A (نوع من مستضدات الدم على كريات الدم الحمراء)، والذي يمكن أن يحدث في 10% من الأفراد القوقازيين، حتى لو كان لديهم أورامٌ كبيرة؛ وهذا لأنَّ هُنالك نقص في إنزيم ناقلة الفوكوزيل الضروري لإنتاج مستضد لويس A.

## التاريخ
اكتشفَ CA19-9 في مصل المرضى المُصابين بسرطان القولون والبنكرياس عام 1981. بعد مرور فترةٍ قصيرة، كان قد مُيزَ أنهُ يُحمل أساسًا بواسطة الموسينات.

## وصلات خارجية
- CA-19-9+Antigen في المكتبة الوطنية الأمريكية للطب نظام فهرسة المواضيع الطبية (MeSH).